# Organización territorial de Georgia
Georgia está dividida en 10 regiones (georgiano: Mjare, მხარე) y dos repúblicas autónomas: Abjasia y Ajaria.
| Código | Región                          | Capital     | Regiones de Georgia |
| ------ | ------------------------------- | ----------- | ------------------- |
| 1      | República Autónoma de Abjasia   | Sujumi      | Regiones de Georgia |
| 2      | Mingrelia-Alta Esvanetia        | Zugdidi     | Regiones de Georgia |
| 3      | Guria                           | Ozurgeti    | Regiones de Georgia |
| 4      | República Autónoma de Ayaria    | Batumi      | Regiones de Georgia |
| 5      | Racha-Lechjumi y Baja Esvanetia | Ambrolauri  | Regiones de Georgia |
| 6      | Imericia                        | Kutaisi     | Regiones de Georgia |
| 7      | Mesjetia-Yavajetia              | Akhaltsikhe | Regiones de Georgia |
| 8      | Iberia Interior                 | Gori        | Regiones de Georgia |
| 9      | Misjeta-Mtianeti                | Miskheta    | Regiones de Georgia |
| 10     | Baja Iberia                     | Rustavi     | Regiones de Georgia |
| 11     | Kajetia                         | Telavi      | Regiones de Georgia |
| 12     | Tiflis                          | Tiflis      | Regiones de Georgia |

El estatus del antiguo distrito autónomo administrativo de Osetia del Sur o Samachablo está siendo negociado con el gobierno separatista prorruso establecido allí. El gobierno separatista reclama la parte norte de la región Shida Kartli como su territorio, así como también pequeñas zonas de las regiones vecinas.